# Gaivota-de-delaware
A gaivota-de-bico-riscado ou gaivota-do-delaware (Larus delawarensis) é uma ave da família Laridae. De dimensão intermédia entre a gaivota-de-asa-escura e a gaivota-argêntea, os adultos distinguem-se pelo bico amarelo, com um anel preto perto da extremidade.
Esta gaivota é originária da América do Norte e até à década de 1980 era muito rara na Europa, mas actualmente a sua ocorrência parece ser anual, não sendo raro encontrar esta espécie em certas praias da costa de Portugal, durante o Inverno.

## Hábitos
Espécie originária da América do Norte, atualmente já pode ser observada em vários lugares da América do Sul e também da Europa.